# Sofía Aragón
Sofía Montserrat Aragón Torres (Guadalajara, Jalisco, México; 13 de febrero de 1994) es una actriz, modelo, escritora, conductora, celebridad de internet y ex-reina de belleza mexicana, ganadora del concurso Mexicana Universal 2019. Representó a México en Miss Universo 2019 donde obtuvo el puesto de segunda finalista.

## Biografía
Sofía Aragón nació el 13 de febrero de 1994 en Guadalajara, Jalisco, México. Desde muy pequeña, fue impulsada por su padre en el ámbito de la escritura, por lo que decidió comenzar a escribir artículos sobre diversos temas en diferentes revistas locales femeninas. Es egresada de la Universidad Autónoma de Guadalajara como Licenciada en Imagen y Mercadotecnia. Más tarde estudió maquillaje cinematográfico en SFX Makeup Artist ubicado en Los Ángeles, California.

## Concursos de Belleza

### Miss Jalisco 2017
El 27 de julio de 2017 se llevó a cabo la final de Miss Jalisco, en donde obtuvo la posición de tercera finalista.

### Mexicana Universal Jalisco 2018
En 2018, tras un año de haber participado en Miss Jalisco, decidió nuevamente participar en los concursos de belleza, pero ahora en Mexicana Universal Jalisco, cuya final se llevó a cabo el 14 de noviembre de 2018 en el Teatro Diana, en donde obtuvo la posición de segunda finalista. Meses después, fue designada por el estado de Jalisco para participar en Mexicana Universal 2019, logrando ocupar uno de los cuatro lugares restantes debido a que cuatro estados no enviarían representante ese año. Sin embargo, al inicio de la concentración nacional, la representante oficial de Jalisco, 
Dorothy Sutherland no se presentó, por lo cual fue destituida de su título como Mexicana Universal Jalisco 2018, el cual fue otorgado a Sofía, pasando de ser designada a representante oficial del estado.

### Mexicana Universal 2019
La noche del 23 de junio de 2019, se llevó a cabo la final de Mexicana Universal 2019 en los estudios de TV Azteca Novelas, en donde fue coronada como la nueva Mexicana Universal, lo cual le dio la oportunidad de representar a México en Miss Universo 2019.

### Miss Universo 2019
El 8 de diciembre de 2019 se llevó cabo la final de Miss Universo  en Atlanta, Georgia, Estados Unidos, en donde 90 países del mundo compitieron por el título.

Al final del evento obtuvo la posición de segunda finalista, siendo la segunda mexicana en obtener dicho puesto. La primera fue Amanda Olivares Phillips, en Miss Universo 1988.

## Obras

### Literatura
| Año  | Obra                     | Ref.   |
| ---- | ------------------------ | ------ |
| 2022 | De amor no se muere      | [ 23 ] |
| 2019 | El color de lo invisible | [ 24 ] |
| 2017 | Diamante en bruto        | [ 25 ] |

## Filmografía

### Programas de TV
| Año         | Programa                         | Rol           | Ref.          |
| ----------- | -------------------------------- | ------------- | ------------- |
| 2019        | Mexicana Universal 2019          | Ganadora      | [ 26 ]        |
| 2019        | Miss Universo 2019               | Semifinalista |               |
| 2020 - 2022 | La Voz México                    | Conductora    | [ 26 ]        |
| 2021-2022   | Venga la alegría (Fin de semana) | Conductora    | [ 27 ] [ 28 ] |

### Telenovelas y series
| Año  | Título                   | Personaje      | Ref.   |
| ---- | ------------------------ | -------------- | ------ |
| 2024 | Oríllese a la orilla     | Dr. Susy       | [ 29 ] |
| 2025 | Velvet: el nuevo imperio | Bárbara Otegui | [ 30 ] |